# Interstellar Overdrive
„Interstellar Overdrive“ je skladba britské rockové skupiny Pink Floyd, která byla poprvé vydána v srpnu 1967 na jejich debutovém albu The Piper at the Gates of Dawn. Jedná se o rozsáhlou psychedelickou a space rockovou instrumentálku, na jejíž tvorbě se podíleli všichni tehdejší členové skupiny.

## Kompozice
Skladba začíná úvodním zkresleným sestupným kytarovým riffem, zahraným jeho autorem Sydem Barrettem, s doplňující baskytarou Rogera Waterse a varhanami Ricka Wrighta. Poté se přidá i Nick Mason se svými bubny a skladba se dostává do improvizačního duchu s modálními improvizacemi, rozmáchlým zvukem varhan Farfisa i tichými mezihrami. Z „Interstellar Overdrive“ se následně stává skladba ve volném tempu téměř bez jakékoliv struktury, kterou přerušují jen podivné zvuky kytary. Nakonec zopakuje celá skupina hlavní téma a opakuje ho se snižujícím se tempem i intenzitou.
Riff skladby má původ u manažera skupiny Petera Jennera, který si chtěl v létě 1966 zabroukat písničku, na jejíž název si nemohl vzpomenout (zřejmě šlo o „My Little Red Book“ od americké kapely Love). Syd Barrett se poté snažil její melodii zahrát na kytaru, čímž vznikl základ pro hlavní melodii „Interstellar Overdrive“. Jedná se jednu z prvních rozsáhlých psychedelických improvizovaných instrumentálek nahraných rockovou skupinou.

## Živé a alternativní verze
Skladba „Interstellar Overdrive“ (respektive volná improvizace na její téma) tvořila v raných dobách existence Pink Floyd základ jejich koncertního repertoáru, často její délka dosahovala i 20 minut. Prvním doloženým vystoupení, kde tato skladba zazněla, je benefiční koncert pro London Free School z 14. října 1966 v londýnském kostele Všech svatých. V setlistu ji skupina měla i po odchodu Syda Barretta a jeho nahrazení Davidem Gilmourem na jaře 1968. Roku 1969 byla střední část „Interstellar Overdrive“ použita jako část skladby „The Labyrinth of Auximenes“, součásti suity „The Journey“ v tematických koncertech The Man and the Journey. Pozdější živé verze dokládají různé improvizace i změnu aranžmá s novou střední sekcí s dominantními klávesami a kytarou zkreslenou různými efekty. Zřejmě naposledy zazněla skladba „Interstellar Overdrive“ v podání Pink Floyd jako přídavek na koncertě 21. listopadu 1970 ve švýcarském Montreux. V roce 2018 byla skladba zařazena na program debutového turné skupiny Nick Mason's Saucerful of Secrets.
Původní verze pro album The Piper at the Gates of Dawn (vydáno 4. června 1967) o délce 9 minut a 41 sekund byla nahrána v EMI Studios mezi únorem a červnem roku 1967. Tato verze vyšla posléze i na kompilaci Relics (1971) a v box setech, kde bylo zařazeno celé album The Piper at the Gates of Dawn. Ve dnech 11. a 12. ledna 1967 absolvovali Pink Floyd svoje vůbec první profesionální nahrávání v londýnských Sound Techniques Studios pro film Tonite Let's All Make Love in London. V tomto snímku i na soundtracku (vydán 1968) byl použit krátký tříminutový výňatek s minutovou reprízou. Celá nahraná verze o stopáži 16:49 byla vydána na reedici tohoto soundtracku (1990) a na EP London '66–'67 (1995). Dne 16. března 1967 dále Pink Floyd ve studiích EMI nahráli i verzi o délce 5 minut a 13 sekund pro francouzské EP „Arnold Layne“, které vyšlo v červenci 1967. Tato „francouzská“ verze vyšla společně s další nepoužitou variantou na bonusovém třetím disku v reedici alba The Piper at the Gates of Dawn z roku 2007.

## Původní sestava
- Syd Barrett – kytara
- Rick Wright – elektronické varhany
- Roger Waters – baskytara
- Nick Mason – bicí, perkuse